# Malpotremo
Malpotremo, è un ex comune italiano, attuale frazione di Ceva, in provincia di Cuneo.
Il comune venne soppresso nel 1928, con il regio decreto numero 815 datato 22 marzo 1928 e pubblicato sulla Gazzetta Ufficiale del Regno d'Italia numero 99, in data 27 aprile 1928.

## Origini del nome
Malpotremo deriva dal latino Mons Postremus, ossia ultimo lembo delle Prealpi. Questo è dovuto al fatto che il torrente Ricorezzo, che scorre nel territorio malpotremese, è preteso come demarcatore fra le Langhe dalle Prealpi.

## Storia

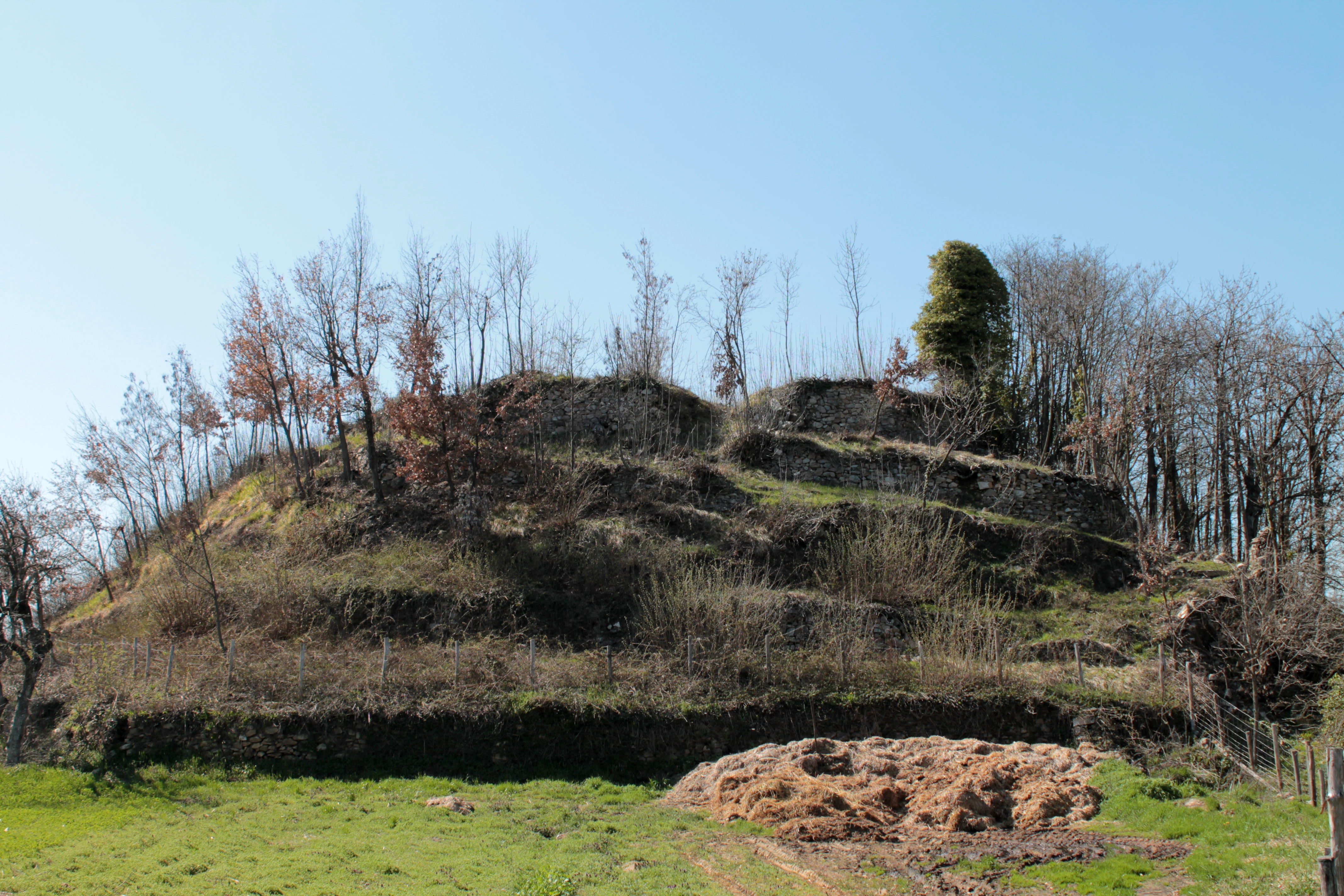
Ruderi del castello di Malpotremo

Il periodo di fondazione di Malpotremo non è noto, così come non è nota la data della sua erezione a comune. È ragionevole pensare che questo sia accaduto fra il XIII ed il XIV secolo, esattamente come le località del suo circondario. Il documento più antico in cui è citato è datato 6 luglio 1142: si tratta di uno strumento del marchese Bonifacio Aleramo di Savona scritto per suddividere le sue terre fra gli eredi. Malpotremo, assieme al marchesato di Ceva, passò al quartogenito Anselmo.
Più di un secolo dopo Malpotremo appare nuovamente in un atto giunto a noi: l'11 febbraio 1265 il castello ed il territorio di Malpotremo passarono dal marchese Guglielmo al marchese Oddone, con il benestare del marchese Giorgio II di Ceva. Il toponimo appare anche nel Liber Istromentorum del comune di Ceva (XIV secolo) ed in altri atti, sempre legati alla vicina Ceva.
Oltre alle famiglie legate direttamente al marchesato di Ceva, su Malpotremo ebbero potere anche altre famiglie nobili, come i Cambiani, i Guerra ed i Giogia. Ultimi a fregiarsi del titolo marchionale su Malpotremo furono i Ferrero-Ponziglione.
Fra il 1792 ed il 1796, durante la prima campagna d'Italia il territorio malpotremese ospitò un contingente di truppe austriache e sarde, con grandi timori da parte della popolazione che temeva razzie da parte dei primi. Le truppe erano dislocate nella zona in alcune ridotte e trinceramenti facenti parte del sistema difensivo il cui fulcro era il forte di Ceva. Per un breve periodo nel territorio di Malpotremo fu acquartierato anche il comando del generale Colli. Il 27 novembre 1795 la località Rocchini fu teatro di un assalto francese, respinto dall'esercito sardo.
Dopo l'occupazione francese e la restaurazione, nonostante Malpotremo sia sempre stato un centro di piccole dimensioni, diede il suo contributo alla Storia d'Italia. Un malpotremese partecipò alla Prima guerra d'indipendenza italiana combattendo la battaglia di Novara del 1849, mentre un altro cadde a Balaklava durante la guerra di Crimea. Importante fu anche il contributo alla Grande Guerra, alla quale parteciparono trentacinque malpotremesi (principalmente arruolati negli Alpini) e di cui cinque non fecero ritorno.
Durante la seconda guerra mondiale trenta malpotremesi vennero arruolati nelle file del Regio Esercito. Sempre durante quel conflitto, nel 1940, venne dislocata a Ceva e nelle boscaglie attorno Malpotremo la 7ª Divisione fanteria "Lupi di Toscana", in vista dell'invasione della Francia a fianco dell'alleato tedesco. Dopo l'armistizio dell'8 settembre 1943 quelle stesse boscaglie divennero rifugio di giovani renitenti alla leva nelle file della Repubblica Sociale Italiana, sfollati e di formazioni partigiane facenti capo al comandante Mauri. Non vi furono scontri di rilievo.
Gli unici avvenimenti dal dopoguerra ad oggi riguardano un miglioramento sensibile delle infrastrutture, in particolare con la costruzione negli anni settanta di una nuova strada per il collegamento con Ceva, di cui Malpotremo ha continuato a fare parte come frazione.

### Simboli

#### Stemma
Lo stemma di Malpotremo era uno scudo d'argento con due serpi a formare una M ed una P, con ornamenti esteriori da comune del regno.

## Monumenti e luoghi d'interesse

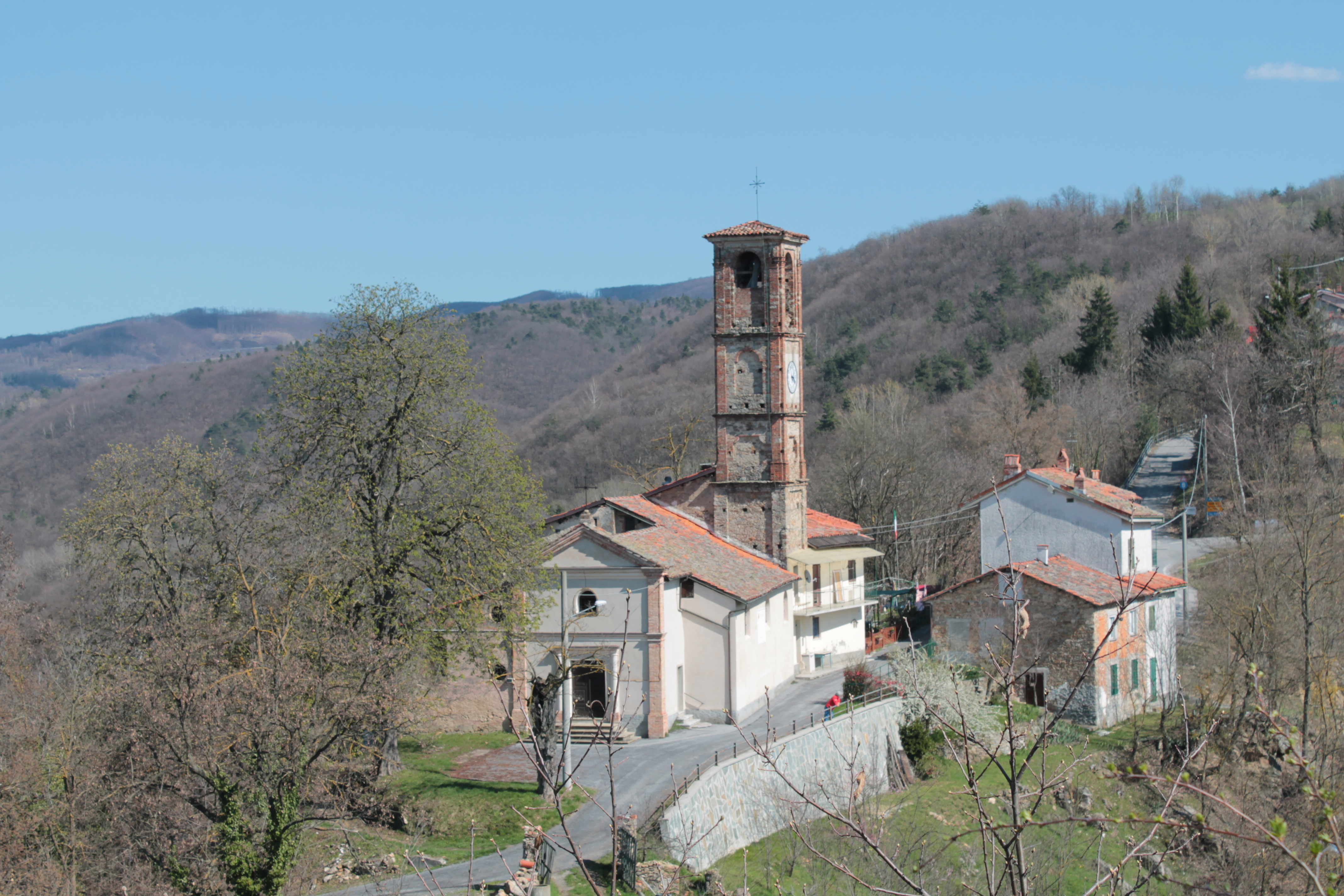
La chiesa parrocchiale vista dal castello

- Castello: edificato nel medioevo, venne distrutto nel XVII secolo probabilmente dai franco-spagnoli che transitavano nella zona. L'ultima vestigia dell'antico maniero, una torre a pianta circolare, venne smantellata alla fine del XIX secolo per ricavarne materiale da costruzione. Oggi del castello non restano che pochi ruderi.
- Chiesa parrocchiale: edificata a partire dal XVI secolo
- Cappella della Beata Vergine Assunta: costruita in tempi immemorabili, espone un affresco ridipinto nel 1980 ricalcando l'originale deteriorato dalle intemperie.
- Cappella di San Rocco: edificata in epoca remota, conserva pregevoli affreschi al suo interno. Riconosciuta di interesse storico ed artistico nel 1909, ha subito lavori da parte della popolazione locale negli anni settanta.
- Cappella di San Grato[non chiaro]}: costruita nel 1710, è stata ampliata e restaurata nel 1955.